# The Boys (franquicia)
The Boys es una franquicia de medios estadounidense, que consiste en series de televisión de acción-drama/satírico de humor negro de superhéroes que sigue a los residentes de un mundo donde los individuos superpoderosos llamados Súpers son reconocidos como héroes por el público en general y trabajan para una poderosa corporación conocida como Vought International, que los comercializa, monetiza y (en secreto) crea, siendo la mayoría egoístas y corruptos fuera de sus personajes heroicos. Basado en la serie de cómics del mismo nombre de Garth Ennis y Darick Robertson, publicado originalmente por DC Comics bajo su sello editorial Wildstorm antes de pasar a Dynamite Entertainment, el debut de la franquicia televisiva ha cosechado éxito tanto financiero como crítico.
La primera temporada de The Boys, desarrollada por Eric Kripke con los productores ejecutivos Seth Rogen y Evan Goldberg, se estrenó en julio de 2019, con un reparto coral dirigido por Jack Quaid, Erin Moriarty, Karl Urban y Antony Starr. Una segunda temporada, con Colby Minifie y Aya Cash, se lanzó de septiembre a octubre de 2020, una tercera temporada, con Claudia Doumit y Jensen Ackles, se estrenó de junio a julio de 2022, y una cuarta temporada se estrenó de junio a julio de 2024, con un spin-off animado antológico, The Boys Presents: Diabolical, que se lanzará en marzo de 2022, y un pódcast audible, The Boys: Deeper and Deeper, protagonizado por Chace Crawford, Katy Breier y Leigh Bush, y se estrenará en junio de 2022. La serie se lanzó a través de Amazon Prime Video, mientras que la serie web promocional VNN: Seven on 7 with Cameron Coleman y los episodios promocionales patrocinados de Death Battle! se lanzaron a través de YouTube de 2020 a 2022.
La franquicia continuó con una serie derivada de acción real, Gen V, protagonizada por Jaz Sinclair, Lizze Broadway, Maddie Phillips, London Thor, Derek Luh y Asa Germann, y se centró en los Supes adultos jóvenes de la franquicia, con una quinta y última temporada de The Boys también en desarrollo.

## Series de televisión
| Serie                         | Temp. | Temp. | Episodios | Fechas de emisión        | Fechas de emisión      | Showrunner(s)                                            | Estado         |
| Serie                         | Temp. | Temp. | Episodios | Primera emisión          | Última emisión         | Showrunner(s)                                            | Estado         |
| ----------------------------- | ----- | ----- | --------- | ------------------------ | ---------------------- | -------------------------------------------------------- | -------------- |
| The Boys                      |       | 1     | 8         | 26 de julio de 2019      | 26 de julio de 2019    | Eric Kripke                                              | Estrenada      |
| The Boys                      |       | 2     | 8         | 4 de septiembre de 2020  | 9 de octubre de 2020   | Eric Kripke                                              | Estrenada      |
| The Boys                      |       | 3     | 8         | 3 de junio de 2022       | 8 de julio de 2022     | Eric Kripke                                              | Estrenada      |
| The Boys                      |       | 4     | 8         | 13 de junio de 2024      | 18 de julio de 2024    | Eric Kripke                                              | Estrenada      |
| The Boys                      |       | 5     | TBA       | 2026                     | TBA                    | Eric Kripke                                              | En rodaje      |
| The Boys presenta: Diabolical |       | 1     | 8         | 4 de marzo de 2022       | 4 de marzo de 2022     | Eric Kripke, Simon Racioppa, Seth Rogen, y Evan Goldberg | Concluida      |
| Gen V                         |       | 1     | 8         | 29 de septiembre de 2023 | 3 de noviembre de 2023 | Michele Fazekas y Tara Butters                           | Estrenada      |
| Gen V                         |       | 2     | TBA       | 2025                     | TBA                    | Michele Fazekas y Tara Butters                           | Postproducción |
| The Boys: Mexico              |       | 1     | TBA       | TBA                      | TBA                    | Gareth Dunnet-Alcocer                                    | Preproducción  |
| Vought Rising                 |       | 1     | TBA       | TBA                      | TBA                    | Eric Kripke                                              | Preproducción  |

### The Boys(2019-presente)
La primera serie de televisión, The Boys, sigue al equipo homónimo de vigilantes mientras luchan contra individuos con superpoderes que abusan de sus habilidades. Al comienzo de la serie, Hughie Campbell es reclutado para The Boys por Billy Butcher después de que la novia del primero, Robin, es asesinada accidentalmente por el velocista A-Train, mientras que en otro lugar, al grupo de superhéroes conocido como The Seven se le une Annie January, una heroína joven y esperanzada obligada a enfrentar la verdad sobre aquellos a quienes admira. Mientras Butcher se enfrenta al inestable y violento líder de los Siete, Homelander, los dos se enfrentan independientemente a las fuerzas de la ejecutiva de Vought International, Madelyn Stillwell, y el director ejecutivo Stan Edgar, así como a la hija de Edgar, Victoria Neuman, y al padre de Homelander, Soldier Boy.

### Vought Rising
En la San Diego Comic Con de 2024 se anunció una serie precuela protagonizada por Jensen Ackles y Aya Cash, que repiten sus respectivos papeles como Soldier Boy y Stormfront. La serie sigue un retorcido misterio de asesinato sobre los orígenes de Vought en la década de 1950, las primeras hazañas de Soldier Boy y las diabólicas maniobras de Stormfront.